# Manfred Schumacher (Politiker, 1926)
Manfred Schumacher (* 15. Dezember 1926 in Breitscheidt; † 20. Februar 1977 in Altenkirchen (Westerwald)) war ein deutscher Politiker (SPD).

## Leben
Nach dem Besuch der Volksschule in Breitscheidt und der Oberschule in Betzdorf legte Schumacher 1944 das Notabitur ab. Er leistete Reichsarbeitsdienst, wurde alsbald zur Wehrmacht eingezogen und nahm als Soldat am Zweiten Weltkrieg teil. Noch im Jahre 1944 geriet er in US-amerikanische Kriegsgefangenschaft, aus der er 1945 entlassen wurde. Im Anschluss daran absolvierte er eine Verwaltungslehre.
Schumacher trat 1946 in die SPD ein und zählte zu den Gründern der Jusos im Bezirk Rheinland/Hessen-Nassau. Für die SPD war er ab 1947 hauptberuflich als Parteisekretär in Altenkirchen tätig, ab 1953 fungierte er als Geschäftsführer des SPD-Unterbezirks Montabaur. Des Weiteren war er Kreisvorsitzender der Arbeiterwohlfahrt im Unterwesterwaldkreis und Mitglied der ÖTV.
Schumacher war ab 1952 Mitglied im Kreistag des Unterwesterwaldkreises. Bei der Landtagswahl 1959 wurde er in den Rheinland-Pfälzischen Landtag gewählt, dem er bis zu seiner Mandatsniederlegung am 31. Dezember 1962 angehörte.